# Edgar Eckert (Skilangläufer)
Edgar Eckert (* 13. Januar 1948 in Neubau) ist ein ehemaliger deutscher Skilangläufer.
Eckert, der für den SC Neubau startete, wurde im Jahr 1970 deutscher Meister über 15 km und lief bei den Nordischen Skiweltmeisterschaften 1970 in Štrbské Pleso auf den 44. Platz über 15 km sowie auf den neunten Rang mit der Staffel. In den Jahren 1971 und 1972 siegte er bei den deutschen Meisterschaften mit der Verbandsstaffel und belegte im Februar 1972 in Sapporo bei seiner einzigen Teilnahme an Olympischen Winterspielen den 38. Platz über 30 km sowie den 31. Rang über 50 km. Er gewann weitere fünf deutsche Meistertitel mit der bayrischen Staffel und errang bei den Nordischen Skiweltmeisterschaften 1974 in Falun den 30. Platz über 30 km. Nach seiner Karriere war er beim bayrischen Skiverband als Trainer tätig und betreibt in Fichtelberg ein Sportgeschäft.